# Jean-Marc Roberts
Jean-Marc Roberts (París, 3 de mayo de 1954-París, 25 de marzo de 2013) fue un escritor y guionista francés.
Comenzó a escribir a principios de la década de los 70. Ganó el Premio Fénéon en 1973 por Samedi, dimanche et fêtes y, en 1979, el Premio Renaudot por su novela Affaires étrangères. Fue editor por Seuil, el Mercure de France y Fayard and y director de Editions Stock. Murió a causa de un cáncer el 25 de marzo de 2013.

### Guiones
- Une étrange affaire de Pierre Granier-Deferre, 1981, after his Affaires étranges.
- Que les gros salaires lèvent le doigt! by Denys Granier-Deferre, 1982, after his Les Bêtes curieuses.
- L'Ami de Vincent by Pierre Granier-Deferre, 1983, after his novel.
- Cours privé by Pierre Granier-Deferre, 1986.
- Elles n'oublient jamais (Love in the Strangest Way) by Christopher Frank, 1993.
- Faux et usage de faux
- La Couleur du vent
- les gros salaires levent le doigt!!![3]